# Most Verrazano-Narrows
Most Verrazano-Narrows (ang. Verrazano-Narrows Bridge) – dwupoziomowy most wiszący w Stanach Zjednoczonych (na północno-wschodnim wybrzeżu), łączący dwie dzielnice nowojorskie: Staten Island i Brooklyn, oddzielone cieśniną The Narrows. Most nosi nazwę Verrazano na cześć włoskiego odkrywcy Giovanniego da Verrazzano, który jako pierwszy Europejczyk wpłynął do estuarium rzeki Hudson.

## Historia
Górny poziom mostu został otwarty dla ruchu 21 listopada 1964 roku, a dolny – 28 czerwca 1969 roku. Most posiada 12 pasów ruchu (po 6 na każdym poziomie). Jego najdłuższe przęsło ma długość 1298 metrów. W latach 1964–1981 Verrazano-Narrows Bridge był najdłuższym mostem wiszącym na świecie, obecnie ciągle pozostaje największym tego typu obiektem w USA. Wysokość każdego z pylonów wynosi 211,2 m (693 stopy). Prześwit pod mostem wynosi 69,5 m (228 stóp) ponad lustrem wody.
Początkowo planowano uruchomienie pasów ruchu dla pieszych i rowerzystów, ale mimo żądań mieszkańców planów tych nie zrealizowano i most obsługuje tylko ruch samochodowy.

## Nazwa mostu
Włoskie Towarzystwo Historyczne (Italian Historical Society of America) pragnęło upamiętnić imię florenckiego nawigatora Giovanniego da Verrazzano, który w 1524 roku dotarł do wybrzeża Ameryki. W 1952 roku było sponsorem pomnika odkrywcy, który został ponownie ustawiony w The Battery (park). W  1960 roku gubernator podpisał zgodę na nadanie nowemu mostowi nazwy Verrazzano-Narrows Bridge. Podczas podpisywania planów mostu w jego nazwie popełniono błąd nazywając go Verrazano-Narrows Bridge, prawidłowe nazwisko włoskiego odkrywcy brzmiało Verrazzano z podwójnym z. Dopiero w październiku 2018 roku zmieniono nazwę mostu na Verrazzano-Narrows Bridge.

## Fotografie mostu

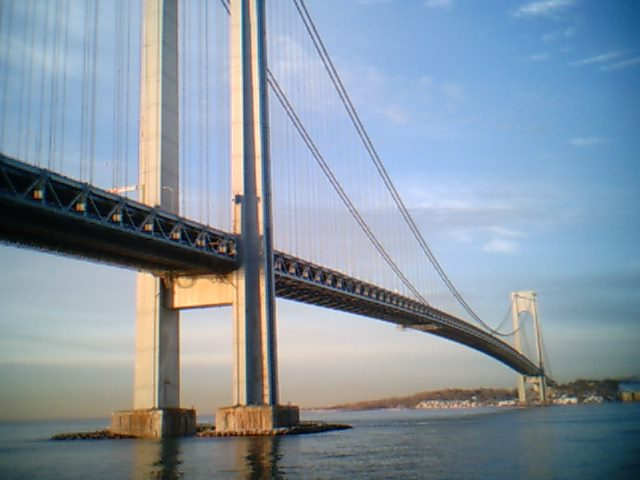
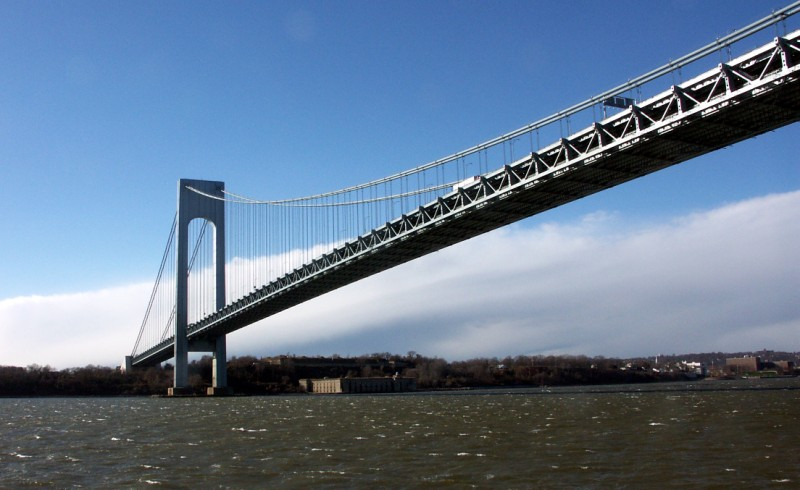
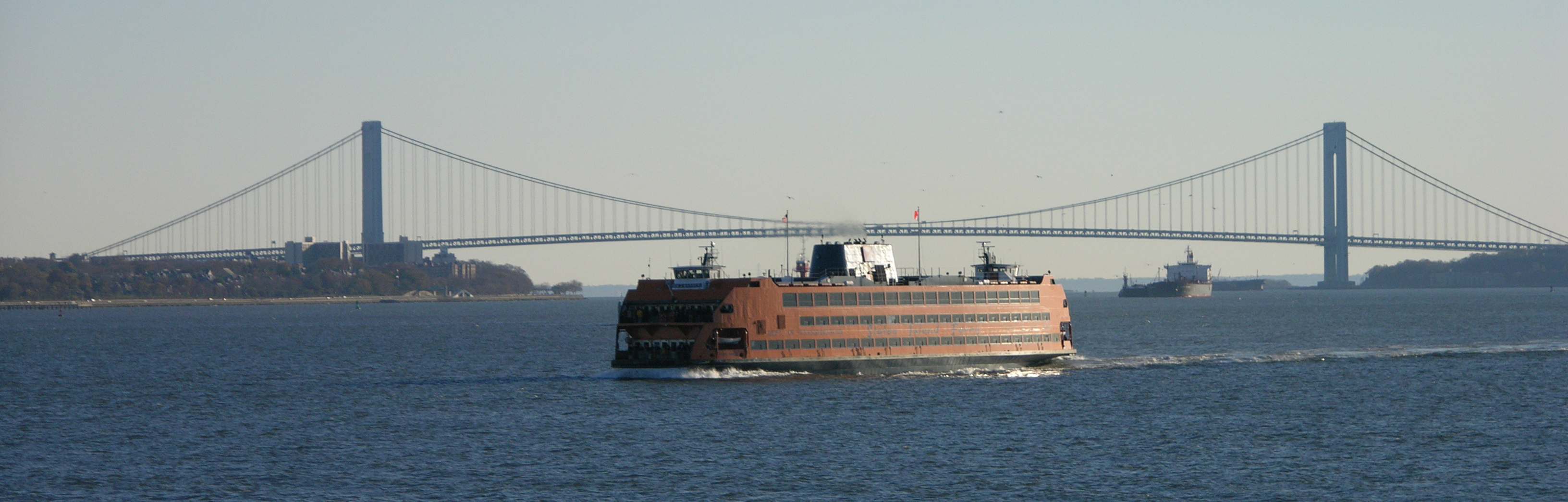
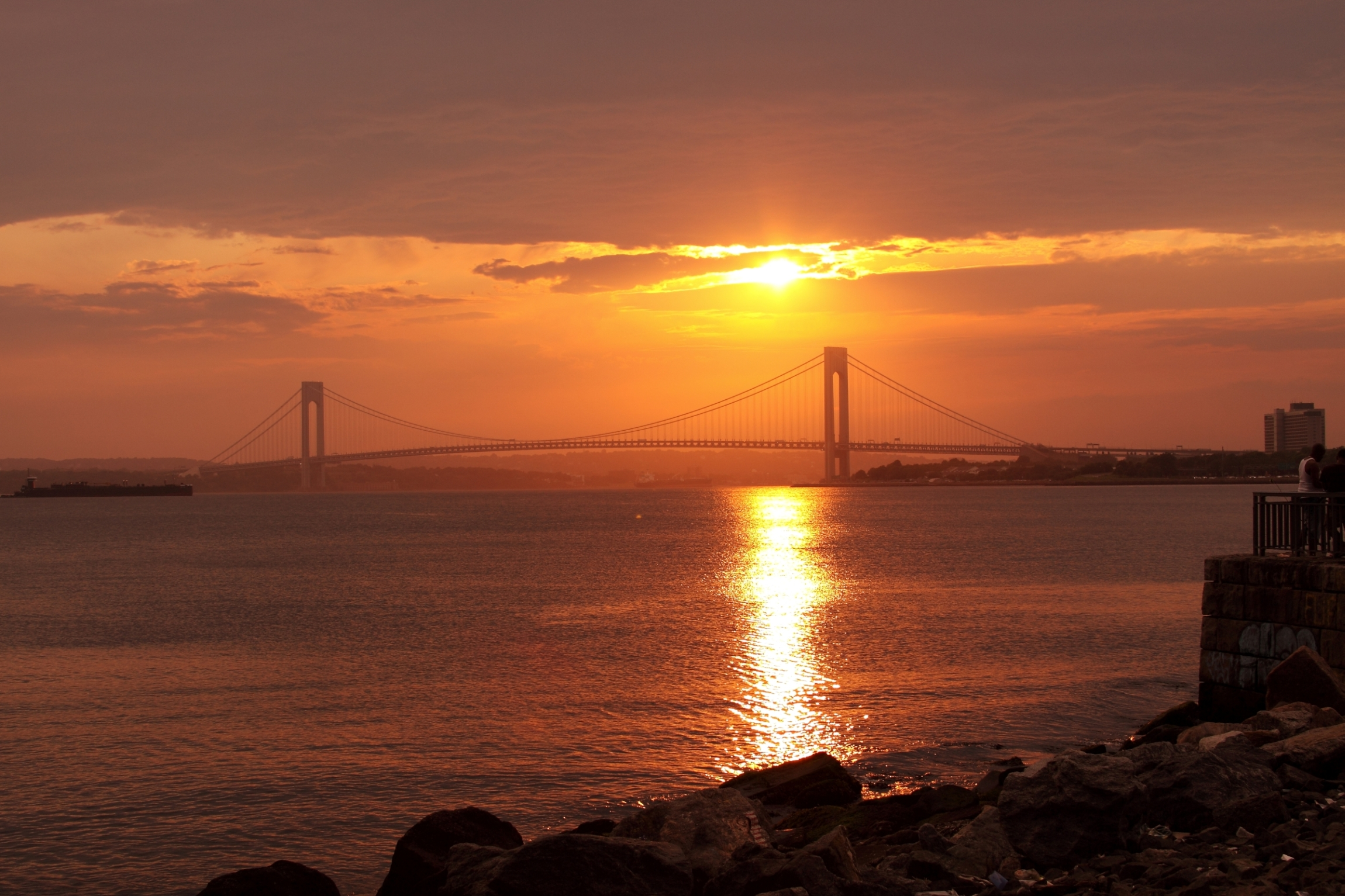